# 卡里斯布魯克城堡
卡里斯布魯克城堡（英語：Carisbrooke Castle）是位於英國英格蘭懷特島上的一座城堡。英國國王查理一世曾在被審判之前被關押在這座城堡中數月。卡里斯布魯克城堡可能最早修建於羅馬時代，在14世紀時期重建。現在卡里斯布魯克城堡是一座博物館。

## 外部連結
- Carisbrooke Castle official English Heritage information（页面存档备份，存于）
- Carisbrooke Castle Museum official site（页面存档备份，存于）
- Carisbrooke Church from Blacks Guide to the Isle of Wight, 1870